# Giacomo Miradori
Giacomo Miradori (Piacenza, settembre 1632 – ...) è stato un pittore italiano.

## Biografia
Nato nel settembre 1632, Miradori fu un pittore attivo nel cremonese di origine ligure.
Era figlio del pittore genovese Luigi Miradori, noto come il Genovese, e di Gerolama Venerosi, anch'ella nativa del capoluogo ligure; inoltre era fratellastro della pittrice Felice Antonia, figlia di secondoletto del padre. 
Fu attivo nella zona del cremonese.
Dopo la morte del padre dissipò tutti dipinti, disegni e copie ricevute in eredità dal padre.

## Opere
- Transito della Vergine (1663), Chiesa di San Siro, Soresina.[2]
- L'adorazione dei pastori, Chiesa di San Rocco, Soresina.[3]
- Il riposo durante la fuga in Egitto, Chiesa di San Rocco, Soresina.[3]
- Le nozze di Cana, Chiesa di San Rocco, Soresina.[4]
- Sant'Omobono tra due sante martiri (1665), Cella Dati.